# Distretto di Ålands skärgård
Il distretto di Ålands skärgård è un distretto della Finlandia. Si trova nella regione delle Isole Åland. Conta 6 comuni e il numero di classificazione LAU 1 (NUTS 4) è 213.
Nel 2013, la popolazione del distretto era di 2.160 abitanti abitanti e l'area di 523,29 km².

## Entità
- Brändö (Comune)
- Föglö (Comune)
- Kumlinge (Comune)
- Kökar (Comune)
- Sottunga (Comune)
- Vårdö(Comune)